# Hromadske, Litîn
Hromadske (în ucraineană Громадське) este localitatea de reședință a comunei Hromadske din raionul Litîn, regiunea Vinnița, Ucraina.

## Demografie
Componența lingvistică a localității Hromadske
     Ucraineană (98,81%)
     Alte limbi (1,19%)
Conform recensământului din 2001, majoritatea populației localității Hromadske era vorbitoare de ucraineană (98,81%), existând în minoritate și vorbitori de alte limbi.